# Cantón de Tarascon-sur-Ariège
El cantón de Tarascon-sur-Ariège era una división administrativa francesa, que estaba situada en el departamento de Ariège y la región de Mediodía-Pirineos.

## Composición
El cantón estaba formado por veinte comunas:
- Alliat
- Arignac
- Arnave
- Bédeilhac-et-Aynat
- Bompas
- Capoulet-et-Junac
- Cazenave-Serres-et-Allens
- Génat
- Gourbit
- Lapège
- Mercus-Garrabet
- Miglos
- Niaux
- Ornolac-Ussat-les-Bains
- Quié
- Rabat-les-Trois-Seigneurs
- Saurat
- Surba
- Tarascon-sur-Ariège
- Ussat

## Supresión del cantón de Tarascon-sur-Ariège
En aplicación del Decreto n.º 2014-174 de 18 de febrero de 2014, el cantón de Tarascon-sur-Ariège fue suprimido el 22 de marzo de 2015 y sus 20 comunas pasaron a formar parte; dieciocho del nuevo cantón de Sabarthès y dos del nuevo cantón de Alto Ariège.